# تیکنال
تیکنال (به انگلیسی: Ticknall) یک روستا و محله مدنی در بریتانیا است که در South Derbyshire واقع شده‌است. تیکنال ۶۴۲ نفر جمعیت دارد.